# Mihaíl Anastasákis
Mihaíl Anastasákis (grec moderne : Μιχαήλ Αναστασάκης), né le 3 décembre 1994, est un athlète grec, spécialiste du lancer de marteau.

## Carrière
Il porte son record personnel à 77,08 m le 4 juin 2016 à Radès pour remporter le titre des Jeux méditerranéens des moins de 23 ans, avant d'échouer au pied du podium lors des Championnats d'Europe 2016 à Amsterdam, avec un lancer à 75,89 m. En 2015, il avait terminé deuxième de la Première Ligue lors des Championnats d'Europe par équipes en battant son record personnel.

## Palmarès
| Date | Compétition                       | Lieu         | Résultat | Marque  |
| ---- | --------------------------------- | ------------ | -------- | ------- |
| 2015 | Championnats d'Europe par équipes | Heraklion    | 2e       | 72,55 m |
| 2015 | Championnats des Balkans          | Pitești      | 3e       | 71,74 m |
| 2016 | Championnats d'Europe             | Amsterdam    | 4e       | 75,89 m |
| 2017 | Championnats d'Europe par équipes | Lille        | 8e       | 67,68 m |
| 2018 | Championnats des Balkans          | Stara Zagora | 2e       | 74,93 m |
| 2018 | Championnats d'Europe             | Berlin       | 9e       | 73,33 m |
| 2019 | Championnats des Balkans          | Pravetz      | 2e       | 75,32 m |
| 2023 | Championnats du monde             | Budapest     | 10e      | 75,49 m |

## Records
| Épreuve | Temps   | Lieu   | Date         |
| ------- | ------- | ------ | ------------ |
| Marteau | 77,72 m | Nikíti | 11 juin 2017 |